# Byans-sur-Doubs
Byans-sur-Doubs – miejscowość i gmina we Francji, w regionie Burgundia-Franche-Comté, w departamencie Doubs.
Według danych na rok 1990 gminę zamieszkiwało 549 osób, a gęstość zaludnienia wynosiła 55 osób/km² (wśród 1786 gmin Franche-Comté Byans-sur-Doubs plasuje się na 287. miejscu pod względem liczby ludności, natomiast pod względem powierzchni na miejscu 435.).